# غرير غرامر
غرير غرامر (بالإنجليزية: Greer Grammer)‏ هي متسابقة ملكة الجمال وممثلة أمريكية، ولدت في 15 فبراير 1992 بلوس أنجلوس في الولايات المتحدة.

## وصلات خارجية
- غرير غرامر على موقع IMDb (الإنجليزية)
- غرير غرامر على موقع روتن توميتوز (الإنجليزية)
- غرير غرامر على موقع قاعدة بيانات الفيلم (الإنجليزية)